# Rengasbandung
Rengasbandung is een bestuurslaag in het regentschap Brebes van de provincie Midden-Java, Indonesië. Rengasbandung telt 3430 inwoners (volkstelling 2010).